# Lee Miller (film)
Pour les articles homonymes, voir Lee.
Pour plus de détails, voir Fiche technique et Distribution.
Lee Miller (Lee) est un film britannique réalisé par Ellen Kuras et sorti en 2023. Il s'agit d'un film biographique sur la photographe Elizabeth « Lee » Miller.
Le film est présenté en avant-première mondiale au Festival international du film de Toronto 2023. Le film sort un an plus tard au niveau mondial.

## Synopsis
Durant la Seconde Guerre mondiale, Elizabeth « Lee » Miller — ancien mannequin — va devenir une correspondante de guerre reconnue pour le magazine Vogue.

## Fiche technique
Sauf indication contraire, les informations mentionnées dans cette section peuvent être confirmées par la base de données cinématographiques IMDb,  présente dans la section « Liens externes ».
- Titre original : Lee
- Titre français : Lee Miller
- Réalisation : Ellen Kuras
- Scénario : John Collee, Liz Hannah et Marion Hume, d'après la biographie Les Vies de Lee Miller d'Anthony Penrose
- Musique : Alexandre Desplat
- Décors : Gemma Jackson
- Costumes : Michael O'Connor
- Photographie : Paweł Edelman
- Montage : Mikkel E. G. Nielsen
- Production : Lauren Hantz, Troy Lum, Andrew Mason, Marie Savare, Kate Solomon et Kate Winslet
  - Production exécutive : John Collee, Finola Dwyer, Laura Grange, Liz Hannah, John Hantz, Clare Hardwick, Billy Mulligan, Thorsten Schumacher, Julia Stuart et Crystine Zhang
  - Coproduction : Ildiko Kemeny et Darin McLeod
- Sociétés de production : MS Participations, Rocket Science, Hantz Motion Pictures, Sky, Pasaca Entertainment, Brouhaha Entertainment, Juggle Films Production, 55 Films et Vogue Studios[1]
- Sociétés de distribution : Sky Cinema (Royaume-Uni) ; SND (France), The Searchers (Belgique)
- Pays de production :  Royaume-Uni[2]
- Langue originale : anglais, français[2]
- Format : couleur – 1,85:1 – son Dolby Digital
- Genre : drame biographique
- Durée : 117 minutes[2]
- Dates de sortie :
  - Canada : 9 septembre 2023 (Festival international du film de Toronto)[2]
  - Royaume-Uni : 13 septembre 2024 (sortie nationale)[3]
  - Belgique, France : 9 octobre 2024 (sortie nationale)[4]

## Distribution
- Kate Winslet (VF : Anne Dolan ; VQ : Valérie Gagné) : Elizabeth « Lee » Miller
- Alexander Skarsgård (VF : Nessym Guetat ; VQ : Frédéric Paquet) : Roland Penrose
- Andy Samberg (VF : Emmanuel Garijo ; VQ : Gabriel Lessard) : David Scherman
- Marion Cotillard (VF : elle-même ; VQ : Catherine Proulx-Lemay) : Solange d'Ayen
- Andrea Riseborough (VF : Pauline Moingeon ; VQ : Marika Lhoumeau) : Audrey Withers
- Josh O'Connor (VF : Anatole de Bodinat ; VQ : Dany Boudreault) : Anthony Penrose
- Noémie Merlant (VF : elle-même) : Nusch Éluard
- Vincent Colombe (VF : lui-même ; VQ : Benoît Brière) : Paul Éluard
- Arinze Kene (en) : Major Jonesy
- Patrick Mille (VF : lui-même) : Jean d'Ayen
- Samuel Barnett (VQ : Nicolas Bacon) : Cecil Beaton
- Zita Hanrot : Ady Fidelin
- James Murray (VF : Mario Bastelica ; VQ : Gilbert Lachance) : le colonel Spencer

 Source et légende : version française (VF) sur RS Doublage et carton cinématographique du doublage français ; version québécoise (VQ) sur Doublage.qc.ca

## Production

### Genèse et développement

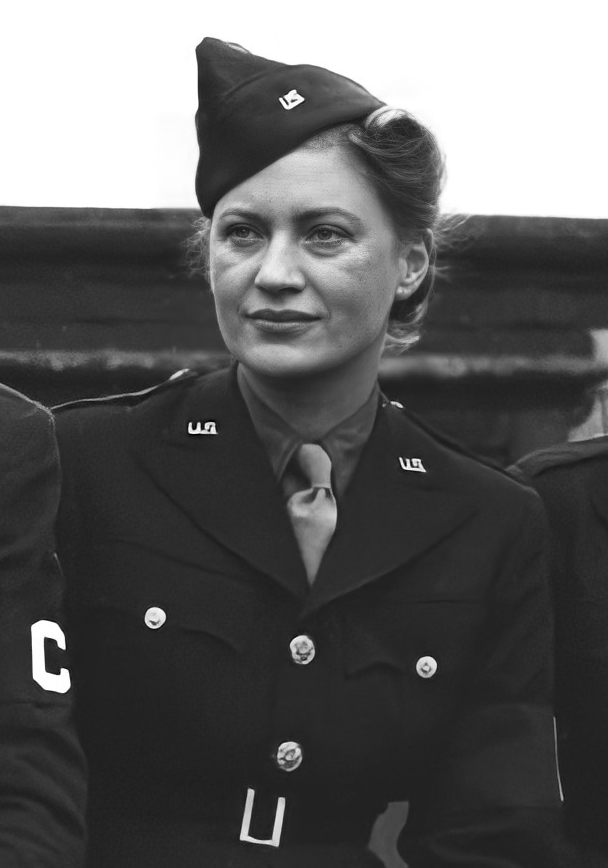
Lee Miller en 1943.

L'origine du projet a commencé lorsque la directrice de la photographie Ellen Kuras se trouvait dans une librairie à New York et a repéré un ouvrage sur la photographe Lee Miller,. Ellen Kuras a remarqué une similitude entre Lee Miller et l'actrice Kate Winslet — avec qui elle avait travaillé dans Eternal Sunshine of the Spotless Mind (2004) — et a envoyé une copie du livre à Kate Winslet et en a gardé une autre pour elle-même. Des années plus tard, Kate Winslet a commencé à développer un projet de film sur Lee Miller et a demandé à Ellen Kuras si elle souhaitait le réaliser.
Le projet a commencé son développement en octobre 2015, avec Kate Winslet attachée à jouer le rôle de Lee Miller. En juin 2020, la directrice de la photographie Ellen Kuras est chargée de réaliser le film, tandis que Liz Hannah écrit le scénario, adaptant le scénario inspiré de la biographie Les vies de Lee Miller, écrite par le fils de Lee Miller, Antony Penrose, qui a soutenu le film et a donné à Ellen Kuras un accès complet aux archives personnelles, aux journaux intimes de sa mère, et même à son travail inédit. Le scénario a subi plusieurs réécritures. Il a été écrit à l'origine par John Collee et Marion Hume à partir d'une histoire qu'ils ont développée avec Lem Dobbs, et Liz Hannah les a rejoint plus tard. Kate Winslet est également productrice du film, elle a choisi les scénaristes du film et s'est également chargée des finances et du casting. Elle a même personnellement téléphoné à ses co-stars et les a invitées à jouer dans le film.
Le plus gros du développement du film est survenu en octobre 2021, lorsque Marion Cotillard, Jude Law, Andrea Riseborough et Josh O'Connor ont rejoint le casting, avec une équipe comprenant Alexandre Desplat en tant que compositeur, Michael O'Connor en tant que créateur de costumes, directeur de la photographie Paweł Edelman et Ivana Primorac en tant que maquilleuse et coiffeuse en chef. En février 2022, Andy Samberg est annoncé comme faisant partie du casting. En octobre suivant, il est annoncé qu'Alexander Skarsgård remplace Jude Law dans le rôle de Roland Penrose.
Kate Winslet a écrit une lettre à Marion Cotillard lui demandant de jouer le rôle de Solange d'Ayen, rédactrice mode du magazine Vogue France. Kate Winslet et Marion Cotillard avaient déjà joué ensemble dans le film Contagion (2011).
Kate Winslet a déclaré qu'elle avait été traitée avec condescendance par des hommes cadres lorsqu'elle essayait d'obtenir un financement pour le film. « Les hommes qui pensent que vous voulez et avez besoin de leur aide sont incroyablement scandaleux. J'ai même entendu un réalisateur me dire : "Écoute, tu fais mon film et je vais financer ton petit Lee…" Petit ! Ou nous aurions des investisseurs masculins potentiels disant des choses comme : "Dites-moi, pourquoi suis-je censé aimer cette femme ?" », a déclaré Winslet dans une interview avec Vogue en septembre 2023. Pendant la pré-production, Kate Winslet a couvert deux semaines de salaire de l'équipe avec son propre argent en raison de fonds insuffisants.

### Tournage
Le tournage débute fin septembre 2022 en Croatie. La production s'est arrêtée pendant une courte période de temps ce mois-là lorsque Kate Winslet a dû être hospitalisée par précaution après avoir glissé durant le tournage. Un représentant de l'actrice a annoncé qu'elle allait bien et qu'elle reprendrait le tournage. L'accident s'est produit le premier jour du tournage, lorsque Kate Winslet a glissé et s'est blessée au dos alors qu'elle répétait une séquence où Lee Miller courait dans la rue de Saint-Malo sous les bombardements. Kate Winslet a décidé de continuer à filmer malgré sa blessure au dos, bien qu'elle arrivait à peine à se tenir debout.
Le film a été également tourné en Hongrie et le tournage s'est terminé en décembre 2022.

## Accueil

### Box-office
| Pays ou région        | Box-office      | Date d'arrêt du box-office | Nombre de semaines |
| --------------------- | --------------- | -------------------------- | ------------------ |
| États-Unis            | 2 005 488 $     | 12 décembre 2024           | 12                 |
| Royaume-Uni           | 5 692 167 $     | 10 décembre 2024           | 12                 |
| France,               | 750 327 entrées | 1er janvier 2025           | 12                 |
| Total hors États-Unis | 21 554 246 $    | 12 janvier 2025            |                    |
| Total mondial         | 23 559 734 $    | 12 janvier 2025            |                    |

Le film est sorti dans 605 cinémas au Royaume-Uni et débute à la troisième place du box-office, rapportant 926 064 $ lors de son premier week-end. Pour son deuxième week-end, le film a été étendu à 40 cinémas supplémentaires et a rapporté 2,4 millions de dollars.
Lee Miller est le film original de Sky UK le plus rentable au box-office britannique.  Le film a rapporté 5,6 millions $ au Royaume-Uni, 5,3 millions $ en France, 4,1 millions $ en Allemagne, 2,7 millions $ en Australie, 2 millions $ aux États-Unis, 1,1 million $ aux Pays-Bas et un total de 23,5 millions de dollars dans le monde.
En France, le long-métrage connaît un bon démarrage avec 247 796 entrées dans 480 salles lors de sa première semaine d'exploitation, ce qui lui vaut d'atteindre la troisième place du box-office	derrière Le Robot sauvage et Terrifier 3, également sortis le même jour. Le film gagne quelques salles durant les deux semaines suivantes et perd peu d'entrées, ce qui lui permet de rester dans le top 10 hebdomadaire, portant le cumul à 564 605 entrées. Le film est diffusé en France jusqu'à 645 salles durant son exploitation, qui se finit avec plus de 750 000 entrées.

### Réception critique
Le film obtient des critiques favorables à sa sortie dans les pays anglophones, obtenant un taux d'approbation de 67% sur le site Rotten Tomatoes, sur la base de 138 critiques collectées et une moyenne de 6,5⁄10 et un score de 62⁄100 sur le site Metacritic, basé sur 30 critiques collectées.
Dans son consensus, Rotten Tomatoes note que « La performance captivante de Kate Winslet dans le rôle-titre contribue à élever Lee Miller au-delà des pièges biopics décevants et conventionnels ».
En France, l'accueil presse est plus mitigé avec une moyenne de 2,9⁄5 sur le site AlloCiné, qui a recensé 27 critiques de la presse.
Parmi les critiques favorables, Sarah Lévy-Lauthier du magazine Public le qualifie de « chef-d'œuvre », soulignant le soin apporté à la photographie et au respect de la trame historique, tandis que la rédaction de Femme Actuelle note dans sa critique qu'« on en ressort avec un grand vertige, un peu comme Lee Miller elle-même, lorsqu'elle est bousculée par le souffle d'une explosion ». La prestation de Kate Winslet est également saluée par Renaud Baronian du Parisien, la « époustouflante » et que l'actrice « fait merveille dans ce rôle d’une féministe qui a su lutter contre la volonté des hommes pour accomplir sa destinée », tout comme Les Fiches du Cinéma et Ouest France, bien que ce dernier trouve que le film « présente quelques faiblesses ».
Toutefois, certains critiques sont plus modérées, comme Le Journal du Dimanche qui, bien que saluant la prestation de Winslet, trouve la « mise en scène un peu trop sage dans ce biopic qui rend hommage au courage et au talent d’une des plus grandes photographes du XXe siècle », tandis que Marie-Claire trouve le biopic « conventionnel mais documenté » et Jérémie Couston de Télérama note que « sans révolutionner le genre mais avec un souffle épique et une émotion contenue, ce film historique atteint son but, dignement ». Télé 7 Jours reproche au film la « forme classique » et l'« interprétation parfois grandiloquente de Kate Winslet », mais écrit que le long-métrage « vaut pour le récit passionné qu'il fait des mille vies d'une artiste libre ».
Parmi les critiques négatives, pour Maud Tenda du magazine Les Inrockuptibles, Lee Miller « réussit l’exploit triple de rendre médiocres de bon·nes acteur·ices, de nous ennuyer avec un sujet aussi riche, et enfin de passer complètement à côté de son thème principal, à savoir la photographie de guerre, jamais vraiment interrogée et reléguée au rang de simple activité », tandis que Xavier Leherpeur du nouvel Obs parle d'un film balourd, sans audace ni point de vue, révélant l'impuissance de Winslet à sauver le projet « malgré son talent et son engagement ». Dans sa critique, Françoise Dargent du Figaro regrette les ressorts parfois trop manichéens du film et le côté laborieux du biopic, tandis que Thomas Baurez de Première parle de son côté d'un biopic lourdingue avec une esthétique à la limite du vulgaire et Thomas Chessel de Libération n'apprécie pas les clichés véhiculés dans le film.
Au Québec, Manon Dumais de La Presse émet un avis favorable, louant la crédibilité du film ainsi que le jeu d'actrice de Kate Winslet, tandis que François Lévesque du Devoir est plus mesuré, expliquant que le film a des hauts et des bas, tout en écrivant que Winslet « en impose ».

## Distinctions

### Nominations
- BAFTA 2025 : Meilleur film britannique
- Golden Globes 2025 : Meilleure actrice dans un film dramatique pour Kate Winslet

### Sélections
- Festival international du film de Toronto 2023 : sélection officielle[39]